# Longemaison
Longemaison település Franciaországban, Doubs megyében. Lakosainak száma 163 fő (2022. január 1.). Longemaison Avoudrey, Passonfontaine, Gilley és Flangebouche községekkel határos.

## Népesség
A település népességének változása:
| Lakosok száma | 191  | 116  | 112  | 130  | 133  | 146  | 154  | 165  | 164  | 163  |
|               | 1968 | 1982 | 1990 | 2006 | 2013 | 2015 | 2017 | 2019 | 2020 | 2022 |